# Relhania
Relhania là một chi thực vật có hoa trong họ Cúc (Asteraceae).

## Loài
Chi Relhania gồm các loài: